# Acrotiri (Santorini)

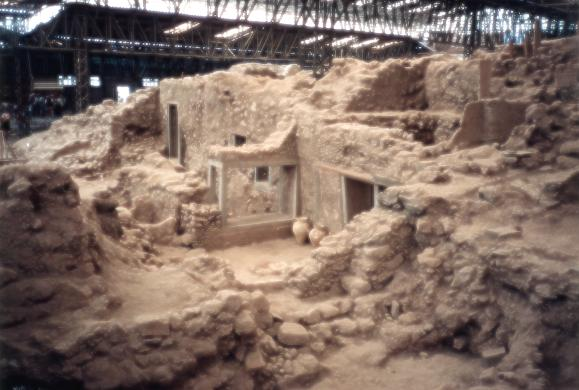
Yacimiento arqueológico en Acrotiri (Santorini).

Acrotiri, también Akrotiri, es un yacimiento arqueológico que se encuentra en la isla de Santorini, también llamada Thera, la cual conforma un pequeño archipiélago, a su vez parte de las Cícladas meridionales, situadas a 100 km al norte de Creta.
El lugar del yacimiento corresponde al de un asentamiento que, teniendo en cuenta los estilos de cerámica y pinturas murales encontradas en las excavaciones, se remontaría a la civilización minoica. El yacimiento toma el nombre del pueblo griego que se encuentra en una colina próxima, mientras que el nombre original del asentamiento se desconoce. Los descubrimientos durante las excavaciones han llegado a adoptar la conclusión de que las pinturas murales de sus edificios reflejaban la vida real de la población.
El excelente estado de conservación del lugar se debe al hecho de que estuvo cubierto por una erupción volcánica datada a mediados del II milenio a. C.

## Historia

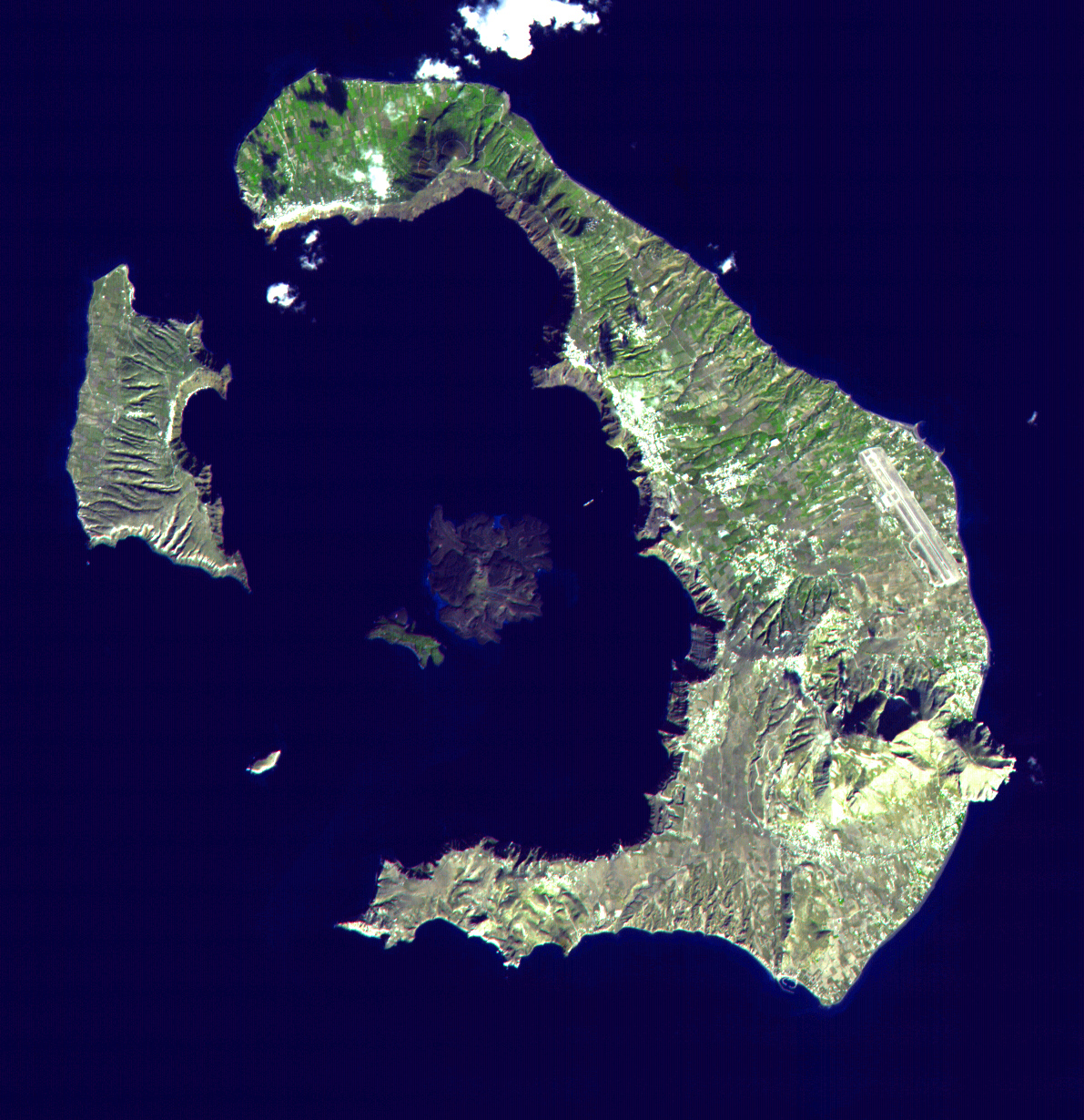
La explosión de una caldera volcánica es visible en el contorno actual de la isla.

El aspecto actual de Santorini se debe a que este pequeño archipiélago se halla en el cráter del único volcán activo del Egeo, de hecho su última erupción tuvo lugar en 1711. Gracias a ello, las islas son muy fértiles para la agricultura. Durante la construcción del canal de Suez, muchos de sus acantilados fueron utilizados como canteras, gracias a la facilidad de extraer tierra y producir un cemento de excelente calidad.
La actividad realizada durante la década de 1859-1869 fue decisiva para que se hallasen los restos arqueológicos mejor conservados después de los de Pompeya y Herculano. El químico M. Christomanos y el minerólogo M. Alafousos fueron los primeros en darse cuenta de la magnitud del descubrimiento, al encontrar una casa completamente intacta. También por estas fechas fue cuando el vulcanólogo francés Ferdinand Fouqué hizo alguna excavación. No fue hasta la intervención de la Escuela Francesa de Arqueología con Henri Mamet y Henri Gorceix cuando se realizó de forma sistemática la excavación de la isla, y más adelante, con Spyridon Marinatos (años 60) y Cristos G. Doumas (años 70), cuando se estableció un método correcto de extracción de los restos.
Los vestigios encontrados en Acrotiri se corresponden al final de la Edad del Bronce, Minoico Reciente, también denominado de los Segundos Palacios o Periodo Neopalacial (1600-1450 a. C.), aunque se han hallado restos pertenecientes al Bronce Antiguo y Medio. El proceso de destrucción de la isla fue lento según diversos estudios realizados y se establecen varias fases. En un primer momento hubo una gran actividad sísmica que provocó el abandono de la isla, hay documentada una posterior repoblación que llevó consigo tareas de drenaje y restauración de aquellos edificios derruidos. En el momento en que se estaba realizando esta reparación, se produjo un segundo terremoto que comportó la erupción del volcán y consiguiente hundimiento de la isla. Las investigaciones realizados por los vulcanólogos registraron una primera capa fina de pumita, seguida de otra de la misma piedra y una deposición de ceniza volcánica de más de 50 m de grosor.
Sin embargo, no ha sido posible establecer una fecha exacta de la destrucción de Acrotiri:
- La datación por carbono-14 la sitúa entre el 1700-1610 a. C.[6]
- El estudio de cenizas depositadas en la isla de Groenlandia hacia 1645 a. C.
- Los estudios de dendrocronología realizados en árboles de California la fechan en 1626-1628 a. C.
- Muy similar a los análisis efectuados en un fragmento de una rama de olivo hallado en el mismo yacimiento, 1627-1600 a. C.

La ausencia de restos humanos ha hecho pensar que pudieron huir a tiempo, pero no se sabe nada acerca de su paradero, ya que no aparecen en ninguna fuente escrita, por lo que se ha establecido la hipótesis de que, como consecuencia del hundimiento de la parte central de la isla, se produjese un tsunami que arrastró todo a su paso.
Tras estar un tiempo abandonada, en el siglo IX a. C. se fundó la colonia espartana de Thera, nombre con el que se conoce a la isla, que siguió en pie hasta época romana. La influencia cristiana se hizo sentir en el siglo IV al construir basílicas sobre los templos grecorromanos. En época contemporánea pasó de manos venecianas a turcas, y finalmente griegas.

### Yacimiento

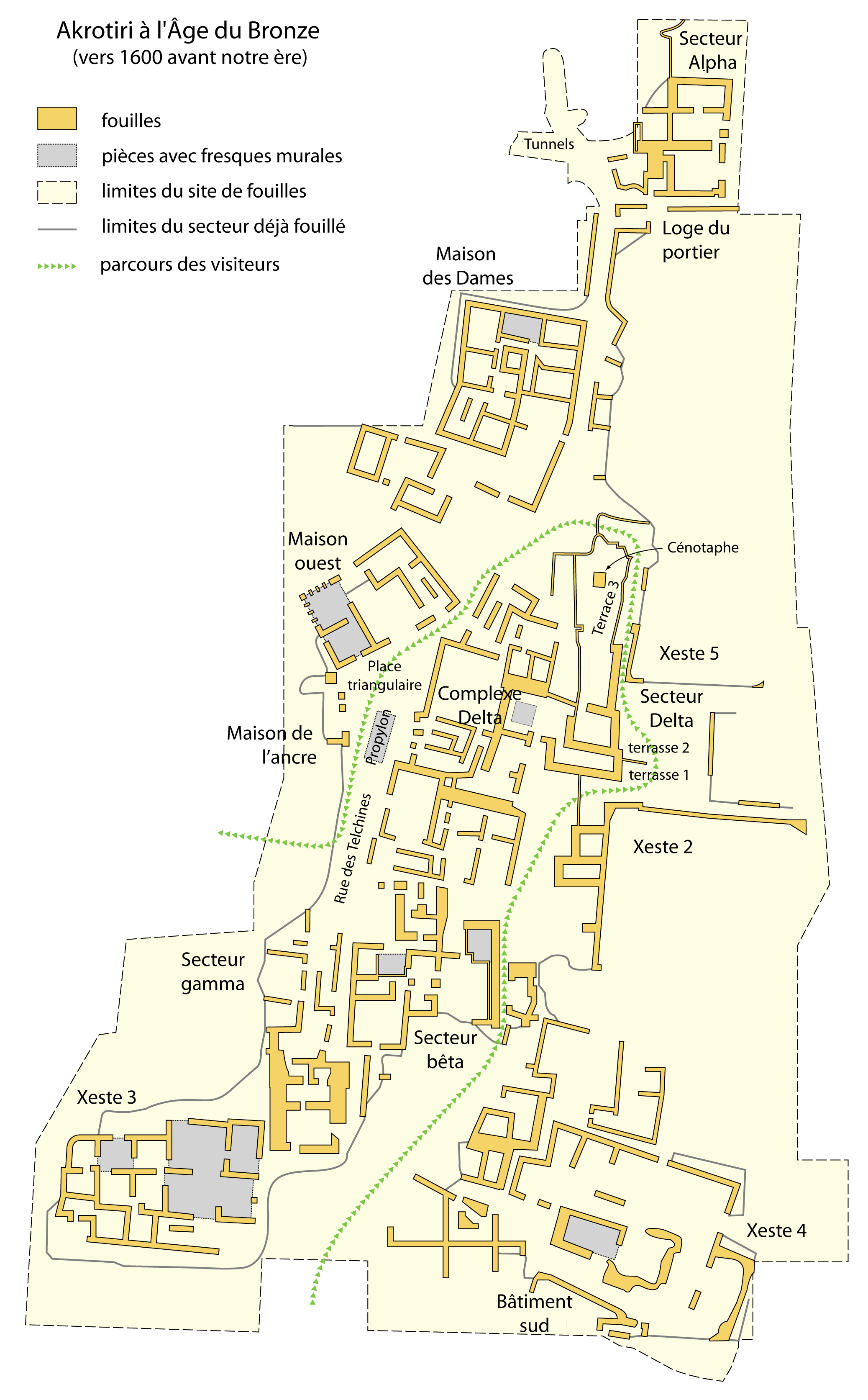
Plano del yacimiento de Acrotiri.

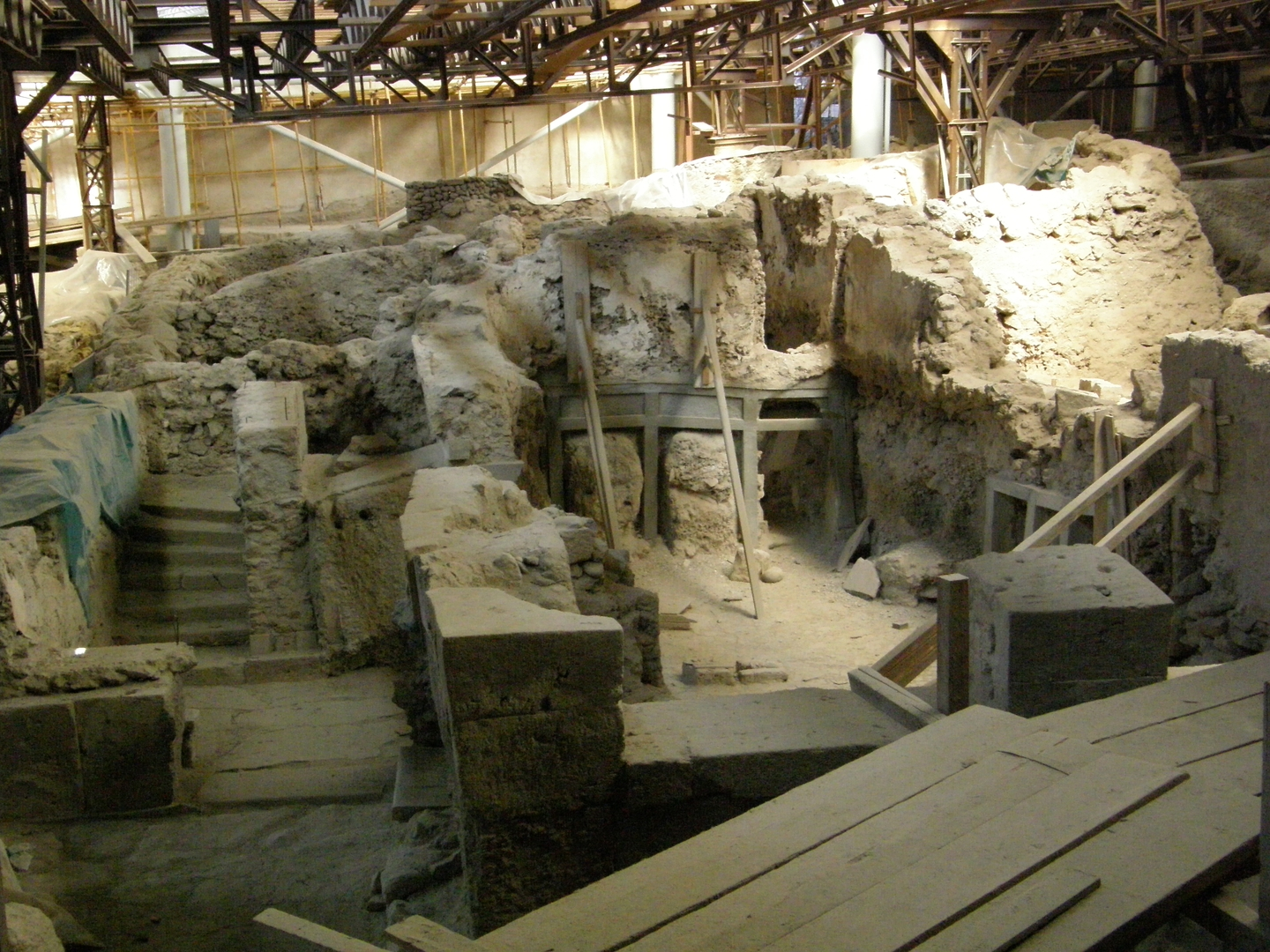
La casa llamada «Xeste 3», en primer plano las paredes con piedra picada, en el interior la escalera, y un tipo de marcos de madera de construcción minoica.

Acrotiri es uno de los yacimientos fundamentales a la hora de estudiar la arquitectura doméstica de la época. Gracias al buen estado de conservación en el que se encuentran los edificios podemos conocer cuál era el método de construcción, los materiales utilizados, estructura y ordenación de las viviendas, decoración utilizada, etcétera.
Los primeros restos datan del neolítico, del V milenio a. C. La ciudad se encontraba en una colina a unos doscientos metros de la costa actual. Las cerámicas encontradas se relacionan con mismos tipos de las islas Mikonos y Antíparos, lo que ha permitido datar la primera colonización en el primer período de las Cícladas (años 3000 a. C.), demostrándose que el trabajo de metal encontrado data de cerca de 2500 a. C. También parece que hay vestigios de guerras desde los años 2600 a. C. a 2500 a. C., haciendo posible que algunos participantes se refugiaran en la isla. De hecho, la ciudad se cree que fue fundada hacia el 2000-1900 a. C.
La ciudad se organiza de norte a sur, adaptándose al terreno, y cuenta con una red viaria importante. Una calle principal llega hasta la denominada «Plaza Triangular», un protoágora o espacio abierto de carácter público. Destaca el sistema de desagües y red de cloacas documentado. Las técnicas constructivas nos hablan de un método bastante avanzado: la fosa de cimentación llega hasta la roca madre para más adelante realizar un basamento de piedra volcánica cubierto a base de placas de caliza, dándole un aspecto digno. El alzado debía ser resistente a los movimientos sísmicos frecuentes en la isla, por lo que está formado de armazones de madera de olivo, barro y guijarros, al igual que puertas y ventanas. En cuanto al pavimento, la tierra mezclada con conchas de pequeños moluscos y una capa de piedras era la base para el enlosado de las habitaciones. Las techumbres son planas y aterrazadas.
Se han documentado tres tipos de viviendas:
- Las grandes villas o casas de lujo (suroeste del asentamiento, «Xeste 3»), las cuales tenían las habitaciones de servicio en la planta inferior y las de uso privado en la superior, así como un área cubierta que se ha interpretado como un pequeño santuario doméstico. Todas las casas de este tipo eran independientes.
- Otros edificios fueron construidos en bloques residenciales, en la zona este. Con paredes dobles, constaban de 2 a 4 plantas en las que el piso inferior servía como sala de almacén o taller mientras que en el resto de las plantas había habitaciones que eran de uso privado y están decoradas con magníficas pinturas murales.
- Al mismo tiempo se ha documentado, en la zona noreste, unas estancias destinadas a almacenamiento («despensa norte»), ya que en su interior se hallaron grandes pithoi donde se guardaba la harina realizada en la «plaza del molino», próxima al bloque residencial.

Las casas tenías dos o tres pisos de adobe volcánico, construido con barro mezclado con paja y cimientos llenos con roca volcánica. Piedras talladas fueron utilizadas como elementos fundamentales para el diseño de las fachadas de algunos edificios y la construcción de escaleras y otros elementos. Algunos muros fueron reforzados con marcos de madera, presumiblemente para protegerse contra los terremotos, porque así se daba una cierta flexibilidad.
Cada edificio al borde de la puerta de entrada tenía siempre una pequeña ventana que permitía el paso de la luz y reconocer a cualquier visitante. Detrás de la puerta estaba la escalera principal.
En las habitaciones sencillas, los suelos consistieron en barro sellado. En las salas de ceremonia, el pavimento estaba cubierto de tejas o decorados con mosaicos de piedra simple y conchas. Todas las paredes estaban cubiertas: los talleres y almacenes, en su mayoría, con barro y las salas de estar con cal, a veces teñida con colores de tierra de tonos del rosa al beige. De los techos solo quedan escasos restos, pero probablemente fueran de ramas y cañas cubiertas de tierra batida, a fin de conseguir el aislamiento térmico contra el calor del sol en la verano y el frío en el invierno. Sobre algunos techos, como hoy día en diversas culturas de la Mediterráneo, se acondicionó un espacio de vida adicional, probablemente rodeado por balaustradas de piedra cortada a la altura de la cintura.

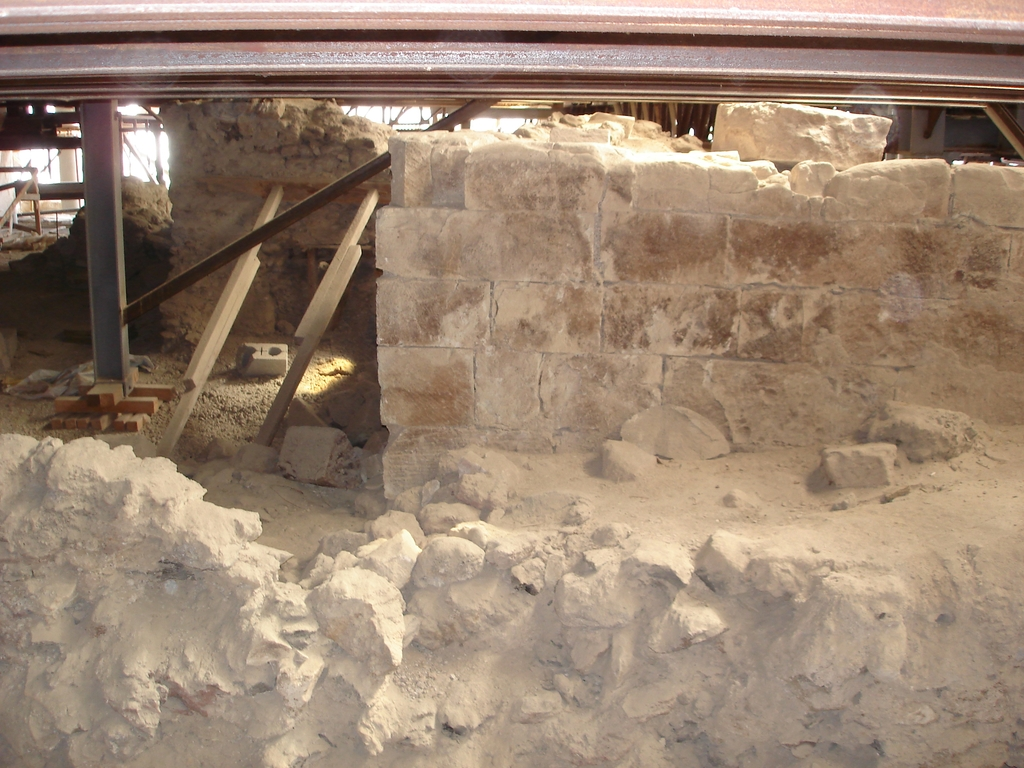
Parte de la fachada del edificio «Xeste 4».

El edificio «Xeste 4» constaba de tres plantas y por sus grandes dimensiones, su exterior realizado con piedras talladas y sus ricas pinturas murales, se cree que fue un edificio público. Hay fragmentos de pintura que parecen formar parte de una procesión y que decoraban las paredes de la escalera.
Las estructuras indican un alto nivel de desarrollo de su civilización. Las casas tenían los baños en el primer piso, conectados por tubos de arcilla al alcantarillado. Las tuberías se iniciaban en el primer piso por una pared exterior y eran conducidas por la planta baja a través de la pared y hasta una conexión a la fosa de aguas residuales frente a la casa, en la calle.
Talleres, tiendas y almacenes se encontraban normalmente en el sótano que consistía en una serie de habitaciones. Cerca de la escalera había una sala que se destinaba para utilizarla de cocina y comedor. Aquí se encontraron ruedas de molino y los llamados pithoi en el suelo, junto a marcos empotrados para grandes recipientes de barro que contenían las reservas de víveres. En algunas de estas habitaciones había grandes ventanales que daban a la calle, lo que hace pensar que eran tiendas donde la venta se realizaba a través de estas aberturas en las paredes.
En los pisos superiores, el grosor de las paredes era más fino, realizada a menudo con marcos de madera que formaban una hilera de ventanas. En cuanto a los marcos de madera hay que destacar que se utilizaban principalmente para las paredes interiores y que ocasionalmente se colocaban en la mitad inferior de la pared para incorporar armarios o, a veces, Polythyrons (paredes con puertas, entre los pilares de madera, que servían para conectar dos espacios que, cuando se cerraban las puertas, podían quedar como habitaciones independientes). En el edificio «Xeste 4» se encuentra una habitación con tres paredes de este estilo.

## Población
La población vivía básicamente de la navegación y el comercio. El pueblo poseía bienes de Creta, del continente griego y de Asia menor. Se puede afirmar que la ciudad se dedicaba a diversos oficios, los cuales se pueden captar de las excavaciones de las casas. Hubo industria del metal, una de cerámica, una de prensa de uva y dos molinos, pero no se puede afirmar de forma concluyente si también se dedicaban a la construcción naval. La alta calidad de las pinturas sugiere la residencia de artistas especializados. Casi en cada casa había un sencillo telar, como lo demuestra el gran número de pesas de telar encontradas. Por las representaciones de los caracoles púrpuras y del azafrán (de donde se pueden extraer tintes), se cree que las prendas de lana y lino fueron teñidas de colores. En el campo había una agricultura diversa que se dedicaba al cultivo de verduras y frutas como las cebollas, las lentejas y los garbanzos, el trigo y la cebada, los higos y las uvas que eran populares, y los pistachos que ya eran conocidos. En cuanto a la carne, en general, se comía la carne de oveja y también de cerdo y ganado vacuno. Sin embargo, en la cocina, lo que se preparaba más era el pescado, junto con los mejillones y las vieiras. El vino se producía como todavía actualmente se fabrica en la isla.
No se sabe cómo los habitantes de la ciudad obtenían el agua ya que no se ha encontrado ningún tipo de cisterna. En un fresco se representan las mujeres en busca de agua con jarras, que llevan en sus cabezas.

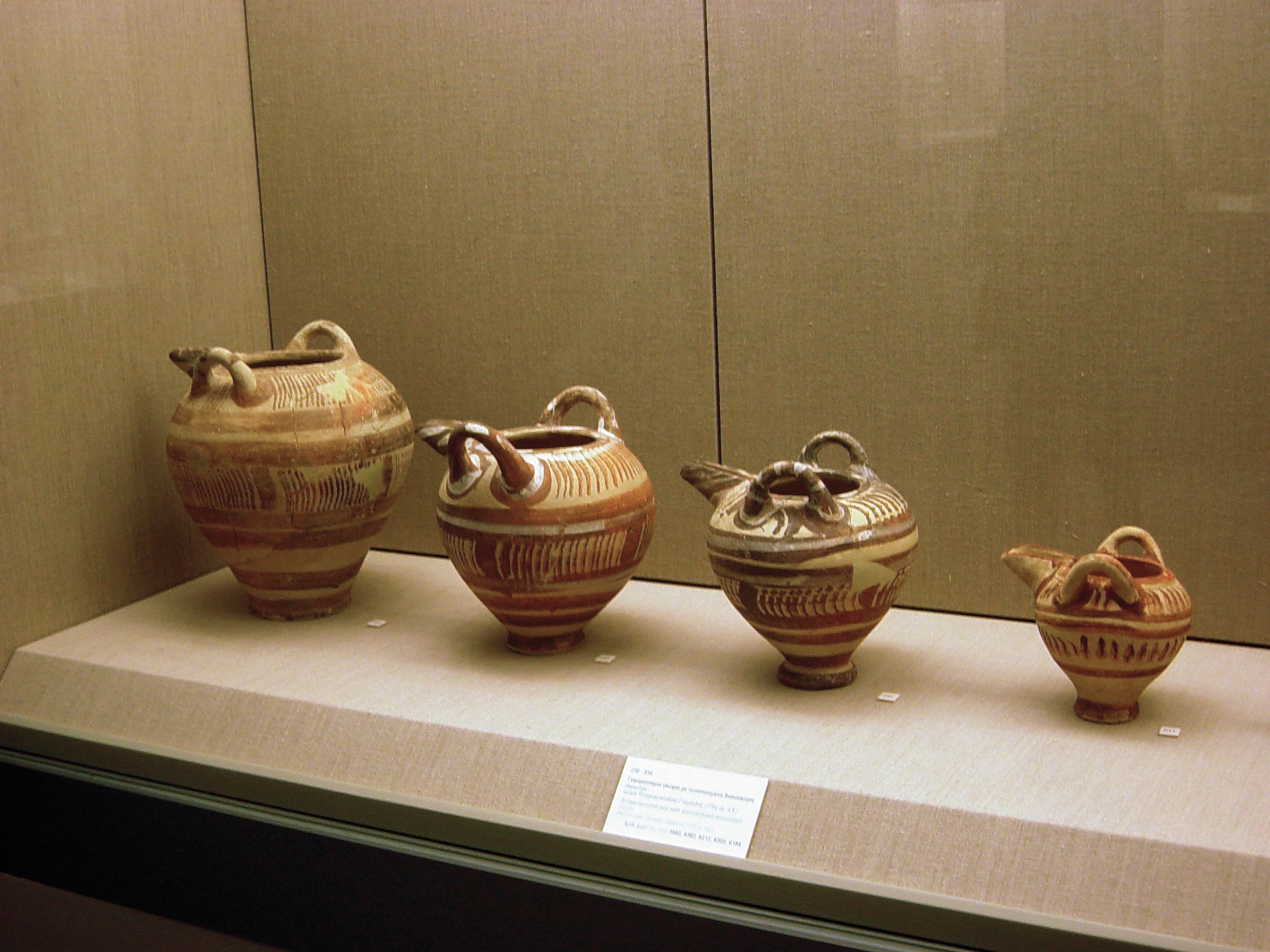
Vasijas de cerámica.

Gran variedad de vasijas de cerámica fueron encontradas de diversas formas y calidades. Las formas y decoración de los barcos venían influenciadas por el intercambio cultural con las otras islas de las Cícladas, especialmente Milo que era un centro de cerámica de los más diversos estilos. Las influencias sobre la cerámica de Akrotiri proceden de la cultura de la isla de Creta minoica y micénica. Las tradiciones extranjeras se recogieron en la fabricación local, e incorporaron a su propio estilo.
Se encontraron toscas herramientas como martillos y morteros de piedra, así como contenedores de agua y cuencos. Las herramientas más finas, como anzuelos, cuchillos, cinceles y hoces, eran realizadas con bronce. El plomo era utilizado como material de pesos. Sobre las cenizas y restos volcánicos había quedado impresa la silueta de algunos muebles domésticos de madera como mesas, camas y sillas. Los restauradores pudieron reconstruirlos con un vaciado de yeso.

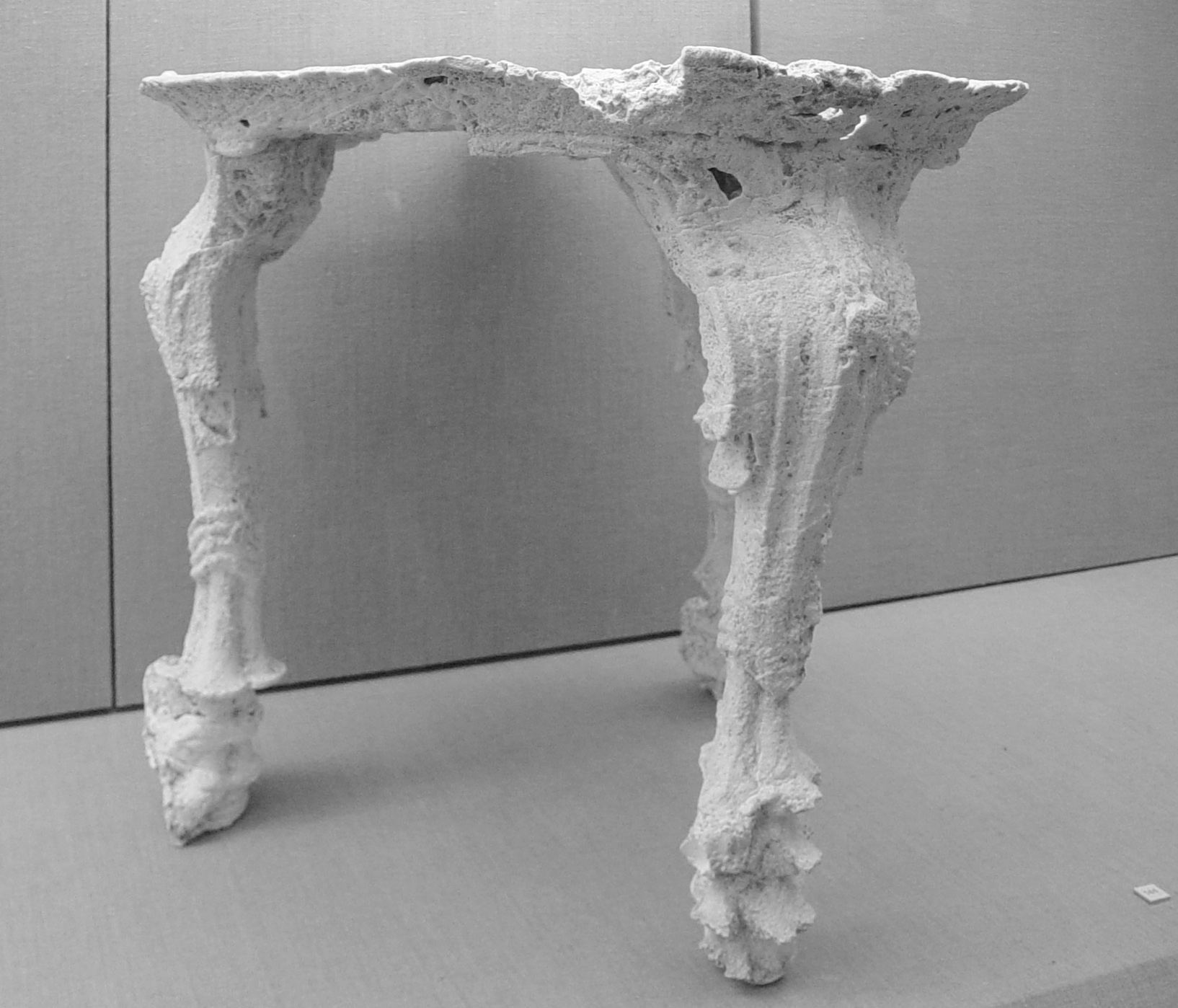
Reproducción de una mesa con un vaciado de yeso.

En la parte suroeste de la excavación es donde se encuentra ubicada la mejor referencia religiosa o litúrgica de esta comunidad. En este espacio se descubrió un pozo con gran cantidad de cuernos, la gran mayoría de cabras y un par de cuernos de ciervo. En una caja de madera cuidadosamente elaborada, en medio de los cuernos había guardado un ídolo de oro, con una medida de 11 cm de largo, 9 cm de altura y un peso de 180 gramos. El cuerpo y la cabeza están realizados con la fundición a la cera perdida, pero se puede observar que las patas fueron agregadas más tarde. La casa más cercana parece que se dedicaba a la ceremonia de los ritos de iniciación, un tipo de edificios que, hasta el momento, solo se conocían en Creta. Por otra parte, se encontraron algún Rhyton, o donaciones en forma de animal, y con una elaborada decoración.
Hasta la actualidad no se han descubierto tumbas que se puedan atribuir claramente a la ciudad. Aun así, en 1897, al sur de la actual capital de la isla de Thera se encontraron en una cantera, presumiblemente los restos de una necrópolis del primer período de las Cícladas. También, a unos tres kilómetros al norte de Akrotiri, se han excavado tumbas individuales que se asignaron al período anterior a la erupción.

## Estructura económica y social

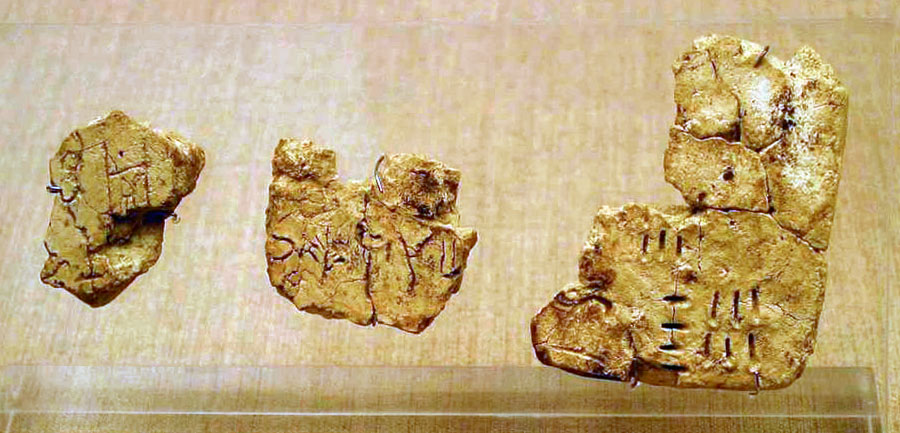
Tabla con escritura lineal A encontrada en Acrotiri (Santorini).

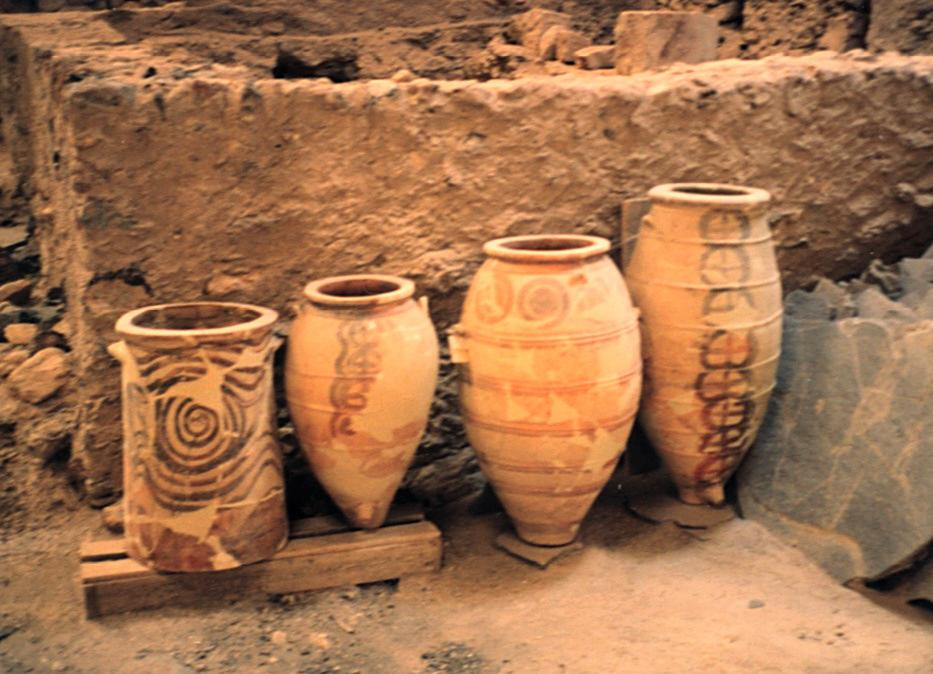
Muestra de jarras encontradas en Acrotiri.

Los descubrimientos que se hicieron en la década de 1990 permiten una visión de las relaciones comerciales de la ciudad. Gracias a unos fragmentos encontrados de unas tablas de arcilla grabadas con escritura lineal A y utilizadas para hacer el inventario de una de las casas excavadas (probablemente un almacén), se ha podido saber que Acrotori comerciaba con grandes cantidades de lana y de aceite de oliva.
La isla, debido a su superficie, tanto entonces como en la actualidad, no es muy apropiada para la cría de ganado. Por eso y por la cantidad de telares y restos de tinte para textiles encontrados, se sospecha que Acrotiri era, en la Edad del Bronce medio, un centro para la industria de transformación de los productos textiles. La lana y el lino eran probablemente comprados en sus islas vecinas del norte. Los hilaban, tejían y teñían y, finalmente, los enviaban al centro cultural de la isla de Creta.
Las aceitunas eran un producto extendido por todas las islas del mar Egeo, aunque seguramente en una cantidad mayor que hoy en día, debiendo tener Acrotiri un papel muy significativo para su comercio. De este periodo, casi el 50% de todas las culturas de las Cícladas, Creta y Chipre (entre las que se incluye Santorini) se han encontrado frascos de la unidad comercial típica tanto para el aceite de oliva como para el vino. La ubicación estratégica de la isla en el camino de las rutas principales del comercio era un factor crucial para su economía.
En particular, Santorini era la única isla desde la que se podía conseguir llegar a la isla de Creta en solo un día de viaje. Como los barcos de comercio de la Edad del Bronce no navegaban de noche, tenían que buscar refugio en las bahías de la isla que hacían de trampolín clave para la negociación con Creta y con todos los mercados del norte.

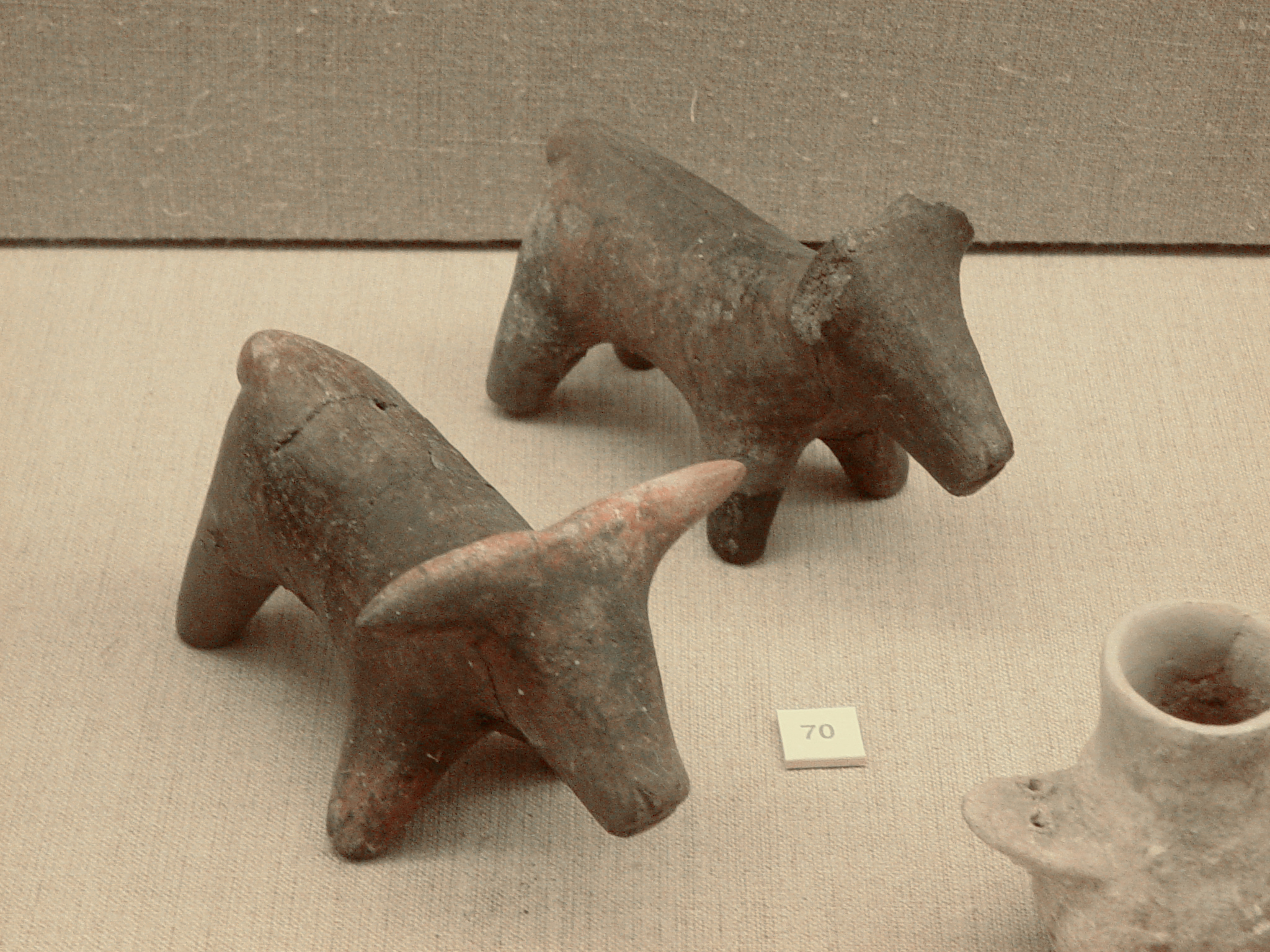
Figuras de terracota.

La agricultura de Santorini provenía de pequeñas casas de labranza dispersas, de las cuales se han encontrado tres. Dos de ellas eran edificios de piedra con una única habitación. La tercera tenía dos habitaciones, un patio amurallado y un trastero o una nave.
Al interpretar las pinturas de los frescos se puede afirmar que al menos la zona de la ciudad tenía una estructura social equilibrada. Se han deducido las profesiones de algunos de los residentes gracias a las representaciones de los frescos de sus casas. Por ejemplo, del fresco de la Casa Oeste, con motivos marítimos, se puede interpretar que su habitante había sido capitán de barco o un comerciante marítimo.
A diferencia de Pompeya, en Acrotiri no se encontraron restos humanos. Además, tampoco se han encontrado cosas de valor en las casas con la excepción de algunos pocos objetos, minuciosamente preparados y recogidos. Esto sugiere que los residentes tuvieron tiempo, antes de la erupción del volcán, de recoger sus pertenencias de valor y huir con los barcos.
Según los historiadores, parece que la destrucción fue lenta y con varias fases antes de la erupción real y que los habitantes de la isla pudieron ser advertidos por un terremoto previo. Sus huellas se manifiestan en las calles de piedra picada, que presentan grietas, y en las paredes dañadas de los edificios. Después del terremoto, algunos de los habitantes que habían huido regresaron, limpiaron las calles dejándolas libres nuevamente, derribaron paredes y ordenaron los materiales de construcción que se podían reutilizar. Se encontraron un lote de camas que se habían guardado en una casa, para ser transportado nuevamente más tarde. Las vasijas con alimentos no dañados también fueron llevadas a unos puntos de recogida fuera de las casas.

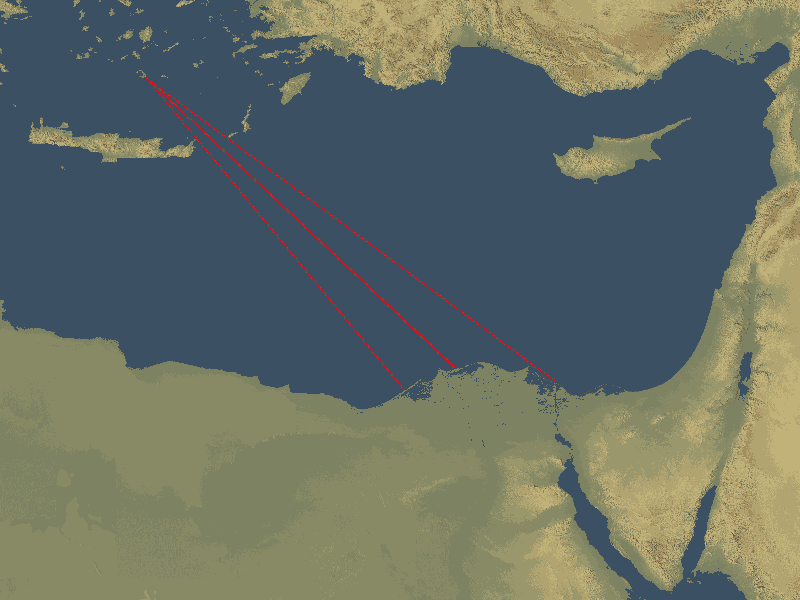
La erupción de Thera: La imagen muestra que las olas de los tsunamis causados por la erupción volcánica de Thera en el circa 1626 a. C. habría golpeado directamente la región del delta del Nilo después de haber viajado cerca de 730 kilómetros.

Cuando estaban realizando esta reconstrucción fue cuando tuvo lugar la erupción volcánica. La cantidad de material expulsado fue baja, de manera que los habitantes fueron capaces de escapar con seguridad. Hay en cualquiera de las islas vecinas las pruebas de que se había producido en la época de la erupción una gran inmigración. Es probable, que entre los huidos de la erupción, algunos perdieran sus vidas debido a los gases emanados o por los maremotos. La erupción constó de varias fases. La primera fue la emisión de piedra pómez ligera, que se refleja en una capa relativamente delgada de solo siete metros de espesor. Se hundieron los techos debido a la sobrecarga, pero los edificios quedaron protegidos de la destrucción, para las etapas posteriores y más graves. Estas produjeron gruesas capas de ceniza y lava de hasta 5 metros y, en algunas partes de la isla, entre 20 y 50 metros. Tras la erupción, unas lluvias intensas de larga duración hicieron que parte de la isla se hundiera.
A juzgar por los hallazgos arqueológicos dispersos, la vegetación de la isla tardó varios siglos en recuperarse lo suficiente, para hacer la zona atractiva para el reasentamiento de los seres humanos. Piezas individuales de la fase de la civilización micénica, cerca de 1200 a. C., fueron encontradas en Monolithos, en la misma isla de Santorini.

## Frescos

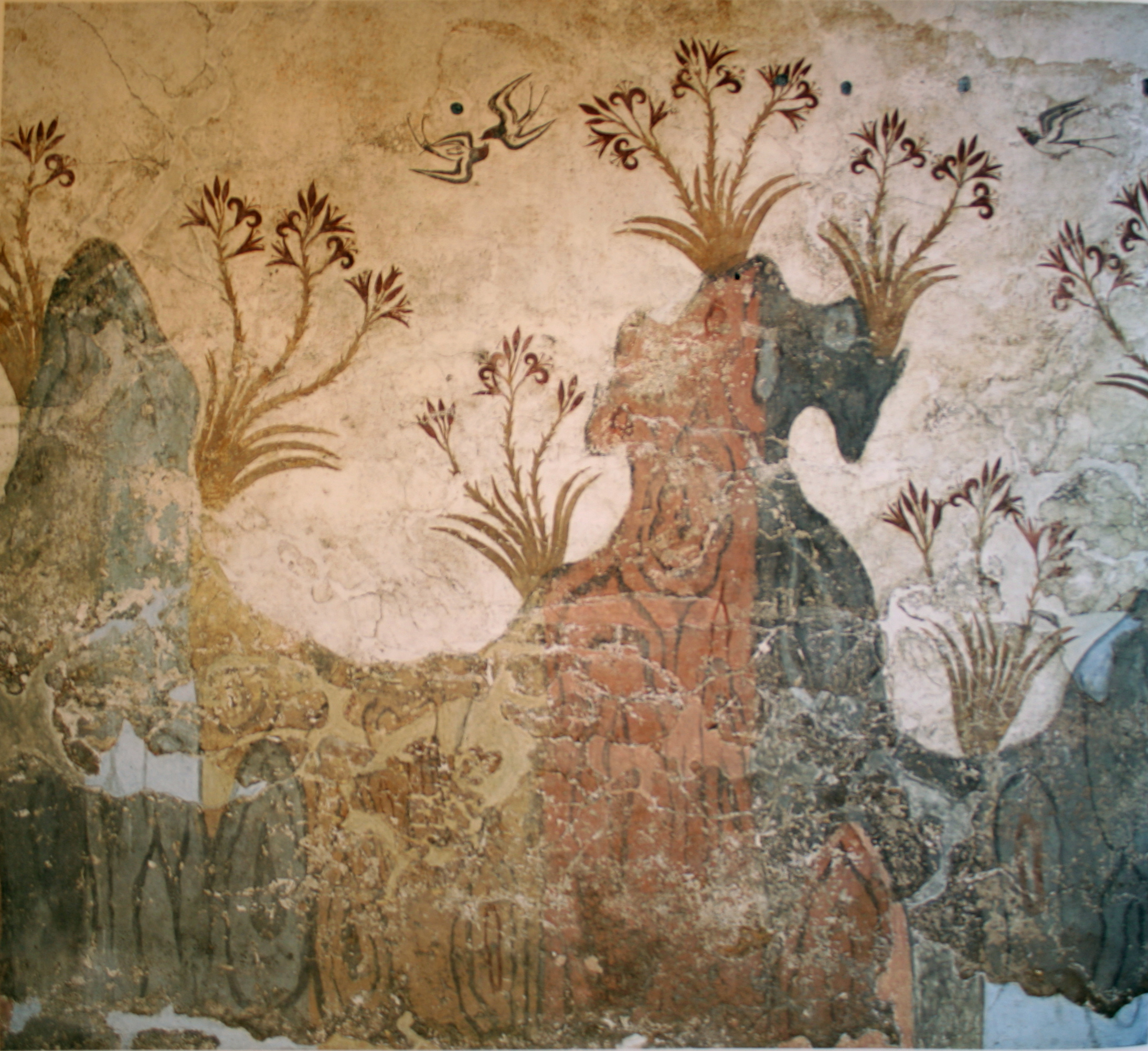
Fresco que representa a la flora y fauna de la isla.

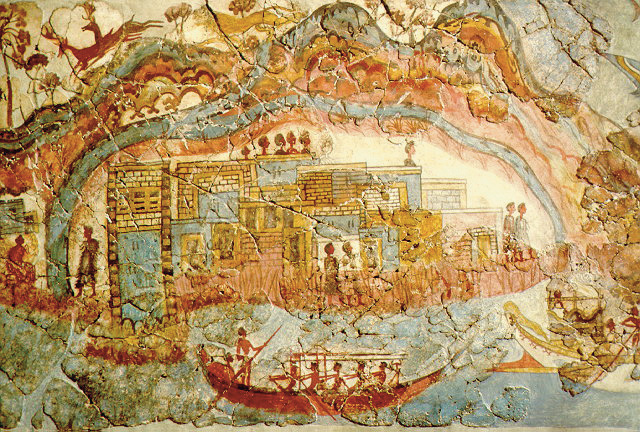
Fresco que representa la recepción de una embajada extranjera.

Típico de la alta calidad de vida de Acrotiri son los numerosos frescos existentes. Presentan una temática bastante amplia, desde patrones geométricos de escenas cotidianas marítimas, agricultura, deporte o juego ritual a paisajes con flora de la zona (Fresco de los lirios) e incluso de papiros del Egipto contemporáneo (hallado en la Casa de las Damas), lo cual evidencia que los habitantes de la isla mantenían relaciones comerciales con éste. También los hay de fauna autóctona en forma de golondrinas, monos y antílopes.
Los colores tienen un papel vital para la estilización de los motivos de representación. A menudo los colores no eran utilizados de forma realista, debido al dibujo de las imágenes con las zonas adyacentes de colores similares. Los frescos de las casas son muy diferentes en tema y estilo, como fueron también diferentes los artistas que realizaron el trabajo. Se aprecia el cuidadoso y detallado diseño y el abanico de colores utilizados. Excepto para el blanco de la cal del subsuelo, principalmente se utilizaron tres colores: ocre amarillo, ocre rojizo oscuro y algunas veces también un fuerte tono de azul egipcio.
También se utilizó el azul de lapislázuli que se encuentra en la Edad del Bronce en Grecia, pero no en Acrotiri. Las mezclas de grafito y de color azul muy oscuro-negro fueron utilizadas para la elaboración de los contornos y los detalles. Los colores se utilizaron en la mayoría de los casos en forma de tonos puros. Mezclas y sombras están empleadas con gran moderación. El verde de malaquita solo aparece en pequeñas cantidades. Estas pinturas de Thera guardan una relación estrecha con las de Creta tanto en estilo como en los temas. Por ejemplo el fresco de Las recolectoras de azafrán de Acrotiri de la casa «Xeste 3», se asemeja a La Parisien cretense. Los análisis han demostrado que los métodos de pintura y los pigmentos utilizados fueron los mismos en ambos.

### Personajes

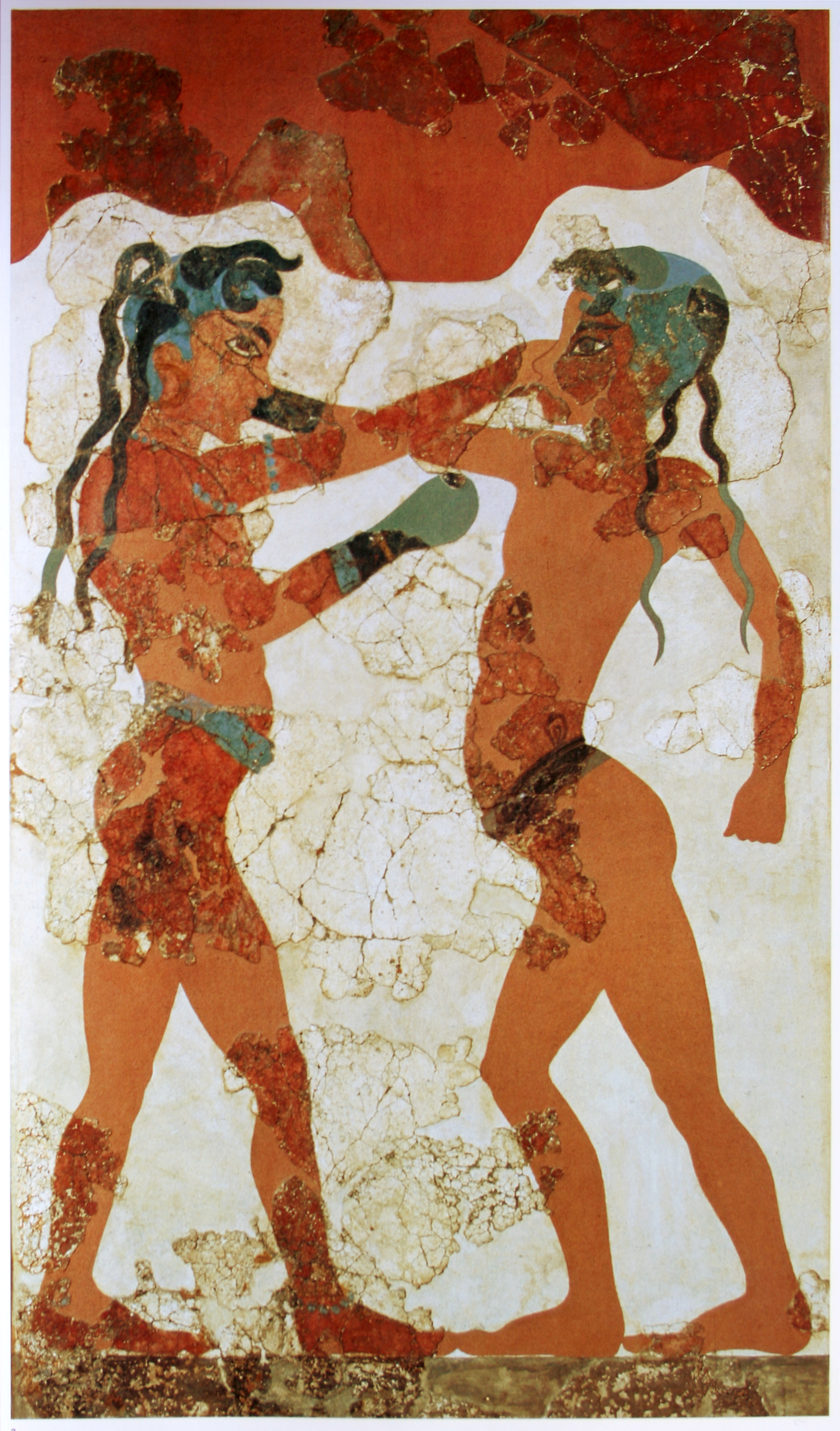
Fresco de los boxeadores, del sector B en la casa «Xeste 3» museo Arqueológico Nacional de Atenas.

Los hombres se representaban normalmente jóvenes con la piel rojiza, hombros anchos y cintura estrecha con el pelo con largos mechones en el aire y las piernas y el rostro siempre de perfil. Las mujeres por el contrario, se pintaban con la piel blanca, peinadas con adornos en el pelo y con faldas largas.
Unos cuantos personajes de ambos sexos, que se cree son sacerdotes en ceremonias, llevan una túnica, conocida desde el Oriente Medio. Es una tela que envuelve el cuerpo dos veces, una pasando bajo las axilas y la otra sobre el hombro donde se mantiene con un alfiler y deja caer el resto de la tela por la espalda. Los vestidos están adornados con dos anchas franjas. Nadie más lleva una túnica blanca con elementos decorativos. Se observan algunos residentes de la ciudad, también vestidos de blanco, pero sin ninguna indicación más específica. Las cabezas aparecen de perfil con los ojos de frente.
Las mujeres, además de las sacerdotisas mencionadas, usan una túnica de color o una falda con alguna cenefa pintada y un corpiño con mangas hasta el codo o un vestido con mangas cortas, estando la parte superior completamente cerrada. El tejido de la ropa está hecha con una tela decorada a menudo con rayas.

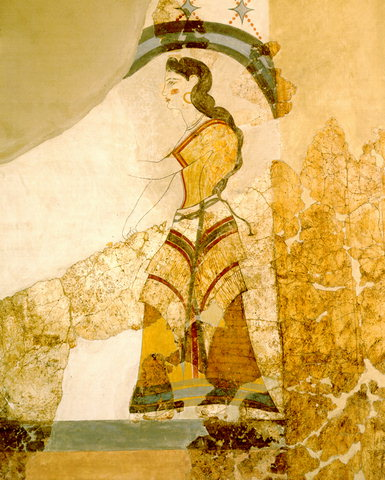
Fresco de una mujer con papiros de Acrotiri.

La mayoría de los personajes urbanos aparecen cubiertos con una especie de capa en blanco, rojo, ocre y azul-negro. En una representación de pastores usan la misma ropa con un corte similar. Los frescos muestran, por lo tanto, los diferentes tipos de taparrabos o faldas. Algunos personajes solo llevan un cinturón que tiene una tira de tela en la entrepierna, con los extremos que cuelgan de la parte delantera y trasera. Se trata principalmente de personas que están representadas durante un trabajo físico, como los pescadores, los remeros o los pastores.
Aparte de las representaciones individuales y de grupos más pequeños que aparecen en los frescos en casi todos los edificios, no es muy corriente encontrar escenas de multitudes. Por ello, el fresco de los Barcos en la Casa del Oeste es significativo. Aproximadamente 370 personas están representadas en las pinturas en tipo miniatura. De éstas, 120 son remeros que se ilustran esquemáticamente en los barcos, otros están muy mal conservados para su evaluación. Se encuentran también 170 figuras de hombres con la cara suficientemente reconocible y solo diez mujeres. Casi todas las mujeres aparecen representadas con su traje de gala y un peinado muy elaborado.

### Armas
Las espadas de bronce eran poco conocidas, resultaban caras y poco eficaces. Se utilizaban como armas punzantes pero, pocas veces en batalla. La principal arma era la lanza que se utilizaba también en la caza. La longitud de las lanzas en los frescos en comparación con el tamaño del cuerpo está grotescamente exagerada. Corresponde a más de cuatro metros en comparación con la medida del cuerpo, por lo que, si fuera real, no podría sostenerse libremente con una mano. Dos tipos de escudos son conocidos desde el Edad del Bronce griega. El de forma rectangular es el que está representado en Acrotiri. Este escudo era demasiado pesado para sostenerlo con una sola mano y por tanto necesitaba la ayuda de unas correas.

### Ciudades y edificios
El friso de los Barcos, de la Casa del Oeste muestra dos ciudades y un viaje por mar de una ciudad a otra. Las ciudades están integradas en un paisaje rocoso de escasa vegetación. Constan de casas individuales, que fueron colocadas sin perspectiva, y unas contra otras. Las fachadas han sido pintadas con todo detalle. Se pueden distinguir las paredes de piedras irregulares, a menudo de ladrillos ordinarios, y las fachadas revocadas. Las paredes de yeso pintadas en tonos azul y ocre, y una casa de un rojo brillante, tienen grandes ventanales y techos planos. Algunas casas tienen el techo que recuerda la forma de una piña. Por otra parte, un vistoso edificio está adornado como se conoce en la cultura minoica de las islas Cícladas, por lo tanto, se le considera un santuario sagrado. Otro fresco en la misma habitación muestra una pequeña estructura que se interpreta como una fuente sagrada.

### Barcos
Los barcos en la cultura bélica y comercial de aquella época, están bien representados. Se puede observar perfectamente en el fresco de los Barcos de la Casa del Oeste. La mayoría de las embarcaciones eran impulsadas por remos. Pocas veces se podía confiar en la vela, ya que entonces el viaje era solo posible con viento. Los barcos más grandes representados en los frescos son de cinco hasta veinticuatro remos. Debido a la perspectiva, que nos los muestra de un lado, debe pensarse que había el mismo número de remos en el lado opuesto. Los barcos estaban en condiciones de navegar y podían fácilmente alcanzar los objetivos más lejanos. Los personajes se encuentran en la cubierta de popa y en las cabinas protegidas con una carpa para los pasajeros, y quizás también los oficiales. Un hombre se encuentra de pie delante de la cabina de popa y con una caña de timón de dirección, en el lado derecho. Los cascos estaban a menudo decorados con símbolos de animales, leones, delfines y aves. Los aparejos de una embarcación, estaban colgados por todas partes. Solo uno de los barcos se representa con las velas, aunque todos tienen más de un palo y aparejos. El casco del velero, se encuentra decorado con palomas simbólicas, por lo que se cree que este barco realizaba un servicio de mensajería. Además de los barcos grandes con más remeros, hay pequeños botes de remos de pescadores.

### Flora

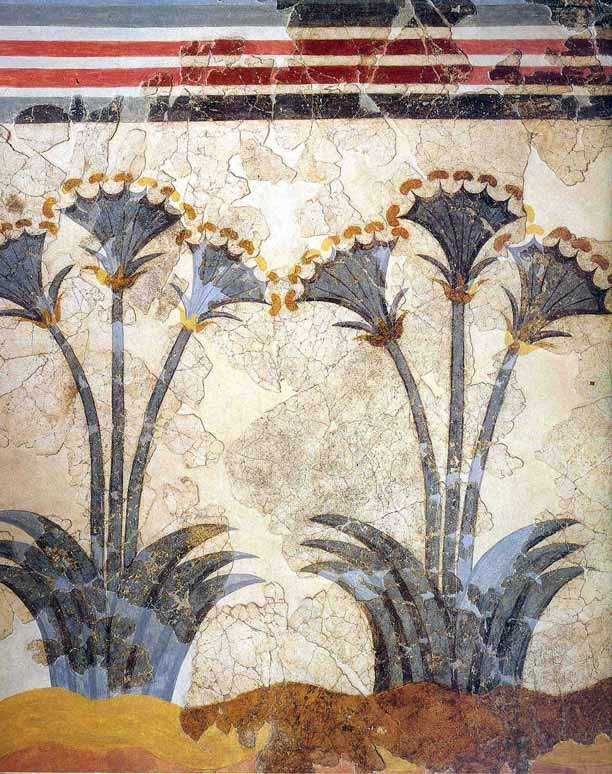
Plantas de papiros.

La flora se muestra en detalle por lo que aun son reconocibles después de 3.500 años. Los pinos, pistachos, olivos y higueras son visibles. Una gran variedad de especies de plantas se presenta en un curso de agua. Los juncos, las hierbas y las cañas son identificables. El papiro tiene un rol especial que se puede ver tanto en los frescos como en las pinturas de decoración de la cerámica. Las ilustraciones de Acrotiri son, con las que se encuentran en Micenas, en Milo y Cnosos (en Creta), en gran parte idénticas, lo que sugiere un intercambio directo de los artistas.
La palmera datilera, un motivo relativamente común en Acrotiri, es prácticamente desconocido en el resto de las Cícladas. La figura es en las formas biológicamente muy precisa, pero no en el color, que parece haber sido utilizado más por su efecto de contraste. La palmera aparece de vez en cuando en vasijas de cerámica. En Santorini puede ser considerado el azafrán casi como un símbolo. Los temas naturales como elementos decorativos (flores, rocas y golondrinas) son elementos centrales en varias escenas y se utilizaron para adornar también con frescos los bordes de las ventanas. En el fresco más conocido de Las recolectoras de Azafrán, se encuentran todos estos elementos perfectamente ejecutados. Las figuras están tratadas con gran finura, algunas llevan cestas y otras se sacan una espina del pie. La escena probablemente tenía una finalidad ritual de ofrenda de pasteles de azafrán que parece ser es lo que lleva en otra pintura una sacerdotisa.

### Fauna

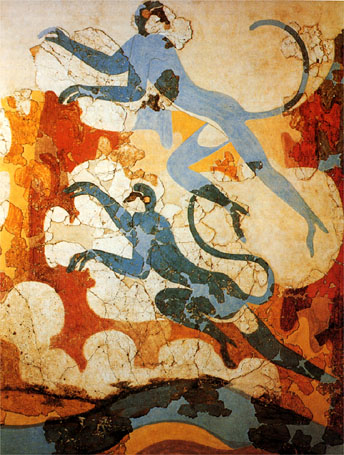
Detalle de un fresco con monas azules encontrado en el sector Beta.

La mayoría de los animales se reproducen fielmente en la forma y en el movimiento. En cambio, los colores, a menudo, no son los propios de la naturaleza, sino que se seleccionan según las necesidades del artista a efectos de contrastar los cuerpos con las bases de color. Algunos se han realizado con gran detalle a pesar de no ser de especies conocidas en Santorini. De hecho, la gran mayoría de los animales que se reproducen son de especies del norte de África, como los grandes felinos, antílopes y monos, así como animales mitológicos. Esto demuestra que los artistas tenían acceso a la tradición iconográfica de Egipto.
El ganado no era frecuente en las Cícladas y aún más raramente en Acrotiri. En uno de los murales se encuentran dos animales muy mal conservados ante una puerta y con un hombre. También impresiones de sellos encontrados muestran como motivo un buey. Los descubrimientos de toros en Delos están vinculados con un sacrificio religioso en la cultura minoica, es decir, en un santuario. Extraordinariamente, también se ha descubierto una escena con ovejas y cabras en rebaño.
Aparentemente popular en Acrotiri, y raramente en otras islas de las Cícladas, es el motivo de los delfines. Estas figuras aparecen al menos diez veces dibujadas en ánforas de Acrotiri, aunque casi nunca en otros tipos de cerámica. Los delfines se han encontrado en escenas marítimas de las pinturas murales decorativas que adoptan formas muy estilizadas. Todas las representaciones de los delfines son muy similares y siguen un estilo muy esquematizado.
De todos los animales, los que están más representados en los frescos de Acrotiri son las aves, principalmente, los pájaros acuáticos como los patos. En los frescos se pueden reconocer fácilmente una especie de patos egipcios, mientras que el resto, parece que son una representación libre por parte del artista. También se han encontrado de forma recurrente, especialmente en paisajes de primavera, golondrinas, las cuales también han servido para adornar algún tipo de cerámica. Lo que cabe destacar más, sin embargo, es la función de las palomas en Acrotiri. Varias palomas adornan algunos barcos, en particular, el casco de las embarcaciones a vela, y se piensa que esta figura simbolizaba la función de mensajero de esos barcos.

## Frescos de la Casa del Oeste

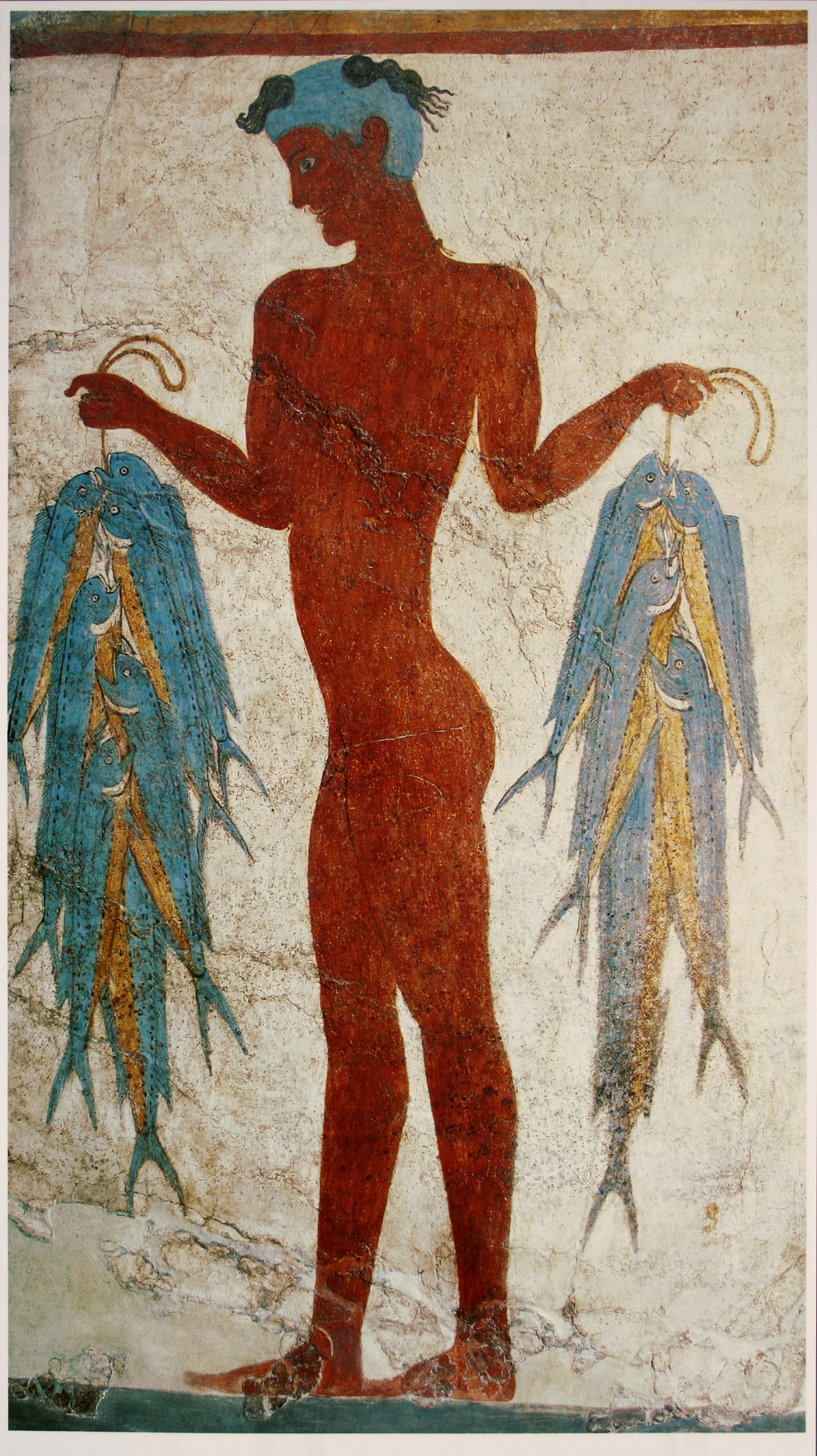
Fresco de Los pescadores: el joven con dorados.

La Casa del Oeste se considera la residencia de un arconte y podría ser el lugar dedicado a los espectáculos públicos. De este edificio proceden tres importantes frisos con las representaciones siguientes:
- Se encuentra el mural denominado de Los pescadores, que presenta a unos hombres desnudos con la cabeza rasurada y pintada de azul, identificados como sirvientes del dios; están ofrendado pescado a la divinidad.
- La representación en un friso sobre una Batalla, de una altura de cuarenta centímetros donde aparece una escena de una batalla naval contra una ciudad llena de guerreros armados con lanzas bajo los cuales se encuentra un barco encallado en las rocas y unos hombres desnudos que caen al mar.

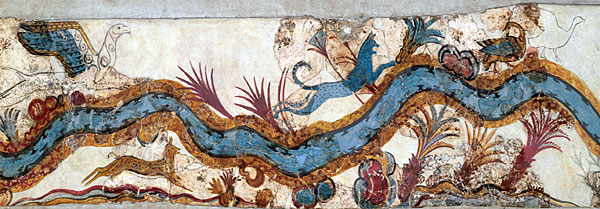
Río con paisaje tropical, escena del friso de los Barcos.

- La representación de su celebración posterior con el Fresco de los Barcos, también a modo de friso con una altura de cuarenta centímetros, es el punto culminante de las pinturas descubiertas en Acrotiri. Se aprecian ocho embarcaciones a vela, que viajan desde un pequeño pueblo a una ciudad probablemente más grande y más adornada, donde se espera su llegada. La distancia se considera corta ya que los barcos no están claramente equipados para viajes oceánicos. A bordo, todo el mundo, parece estar vestido de fiesta. Los pasajeros, por tanto, no son soldados, lo que indica que el viaje tiene un objetivo amistoso. En el cerro más cercano tienen lugar unas ceremonias donde personajes de ambos sexos vestidos de fiesta se mueven al pie de una fuente sagrada. Llevan varios presentes en las manos que enseñan llenas de objetos irreconocibles, posiblemente cuencos. Los paisajes están dibujados con colores fuertes para destacar de las piedras volcánicas. El tema es la celebración de la «reanudación anual de la navegación». Otra representación en el mismo fresco de los Barcos es un paisaje tropical delimitado por un río, Río con paisaje tropical, escena del friso de los Barcos.parecido a los que se encuentran en la tradición cretense, que utiliza paisajes de Egipto con sus plantas y animales. En cambio, en Acrotiri añaden escenas como el río y alguna vegetación que se considera local. El río proporciona el marco para dos subtemas: la caza de animales silvestres en la parte superior y los cultivos de palmeras y papiros en la zona inferior.

Las imágenes de esta casa se pueden interpretar como la procesión de una celebración del comienzo de la temporada de navegación en la primavera, tras el final de las tormentas de invierno. Todas las imágenes tendrían una conexión con el tema de la primavera de la ceremonia que se celebra en el cerro.
- La Casa de las Damas (cerca de la Casa del Oeste) albergaba también un santuario doméstico. En una de las estancias encontramos una escena en la que un sirviente se prepara a ofrecer una falda a una mujer sentada sobre una silla de tijera (símbolo de divinidad). Sabemos que es un santuario al hallar representado un altar de consagración de cuernos, destinado al sacrificio de animales.

## Fresco de la primavera

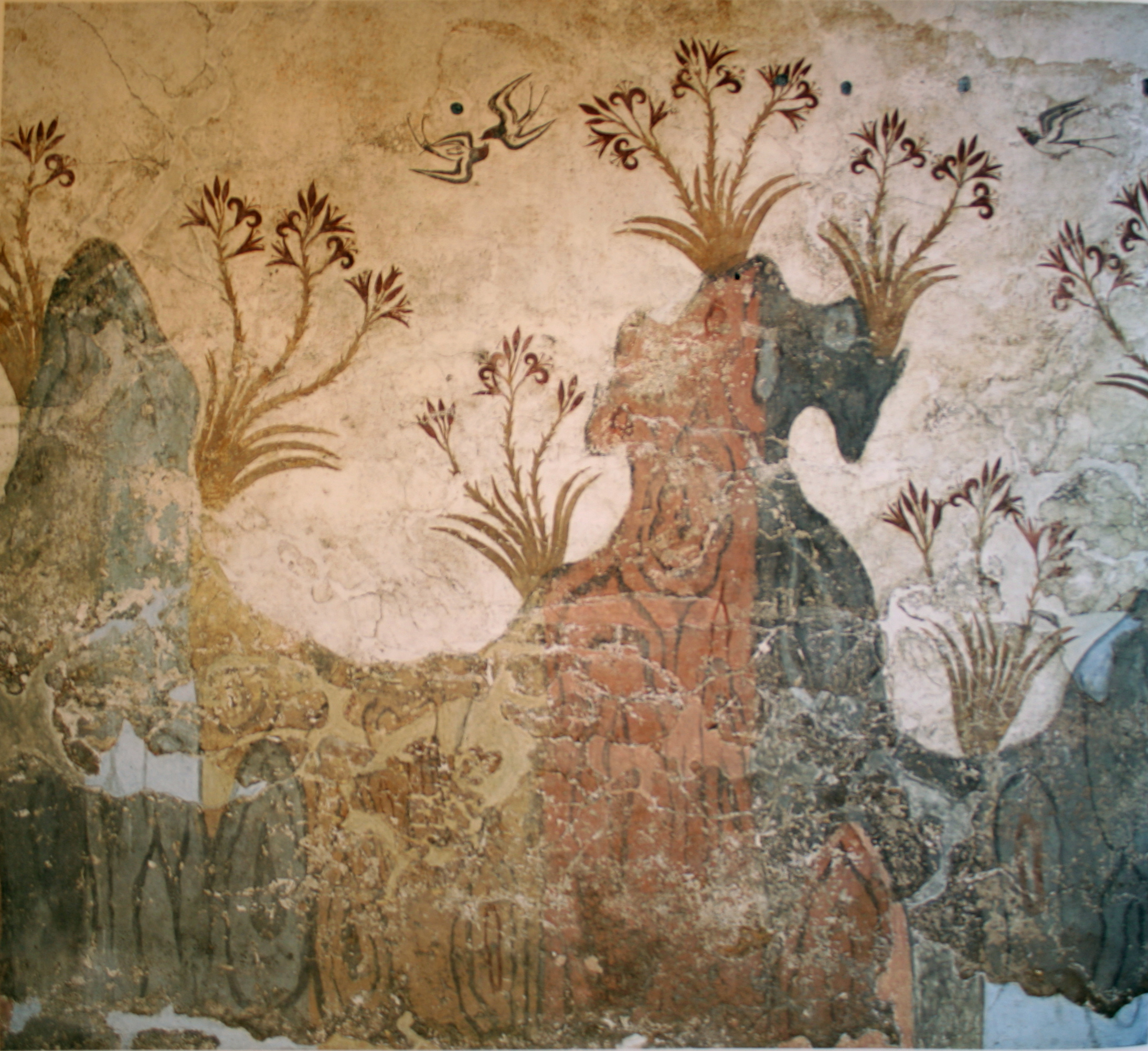
Fresco de la primavera del sector Delta, museo Arqueológico Nacional de Atenas.

El fresco de La primavera, encontrado en el «sector Delta» del yacimiento, es el único que cubre tres paredes de una sala encontrada en un edificio de Acrotiri. Presenta un paisaje rocoso de la isla antes de la erupción volcánica. Pequeños grupos de lirios rojos dominan las formaciones volcánicas rojas y grises mientras que las golondrinas vuelan sobre la escena y simbólicamente anuncian el renacimiento anual de la naturaleza. La utilización de ricos colores (blanco, rojo, amarillo y azul) y el movimiento creado por el vaivén al viento de las flores y el juego de las golondrinas permiten atribuir este fresco al pintor de las Recolectoras de azafrán.
La habitación tenía una plataforma encima de una pared y una abertura hacia una habitación más pequeña orientada al norte. El modelo de yeso de una cama también proviene de esta pieza.

## Fresco de los boxeadores y de los antílopes

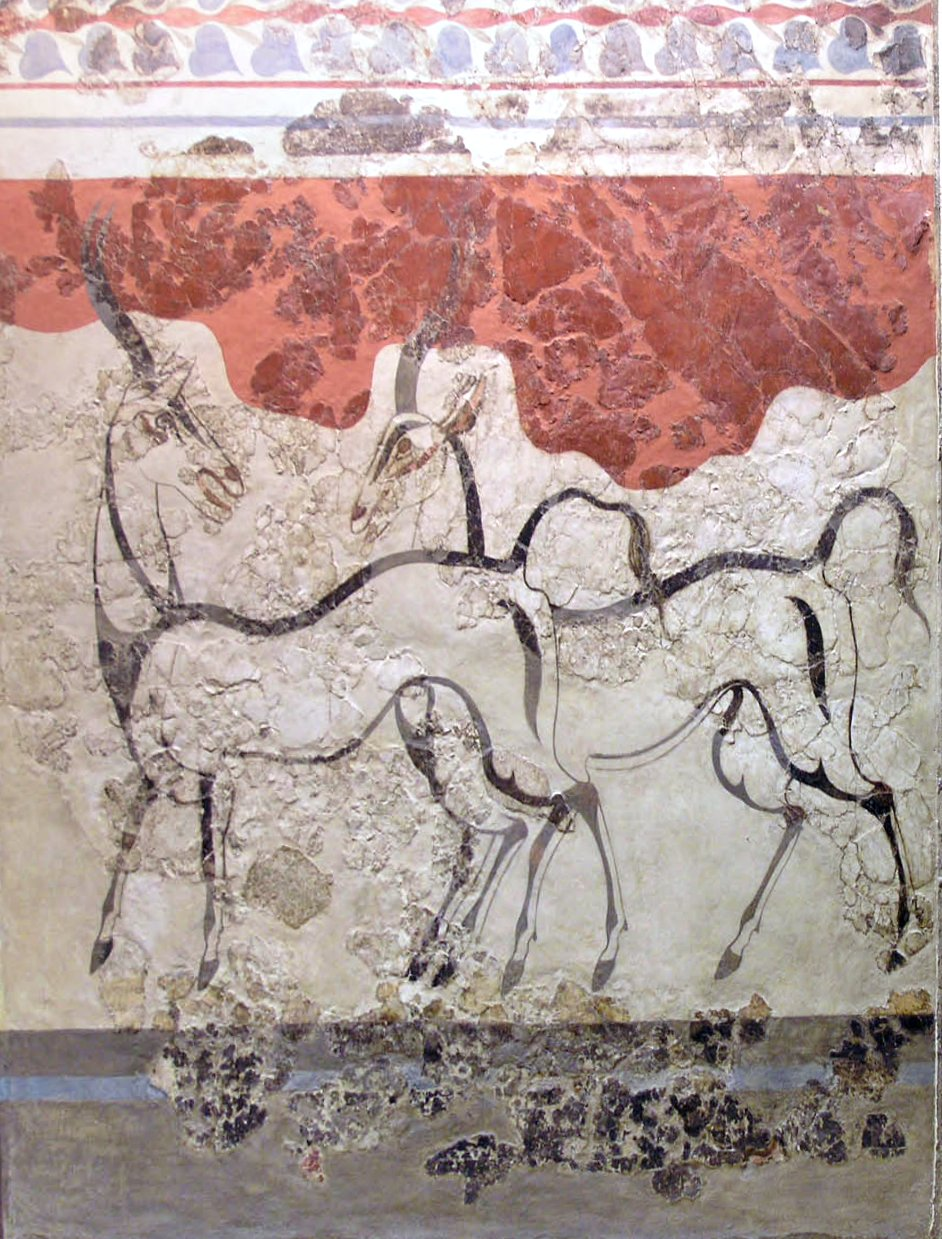
Fresco de los antílopes del «Xeste 3».

El Fresco de los boxeadores, que pertenece al sector B de la casa «Xeste 3», es un mural que representa dos jóvenes desnudos con un cinturón y guantes de boxeo. Su cabeza está rapada con la excepción de dos largos mechones que caen por detrás y dos más cortos sobre la frente. Su piel oscura indica su sexo masculino, tal y como era natural representar a los hombres en aquella época, a diferencia de las mujeres que se pintaban con la piel blanca. El joven de la izquierda utiliza brazaletes y collares que indican un nivel social superior. Esta obra es del mismo artista que pintó el Fresco de los antílopes en la misma sala.
El Fresco de los antílopes, también de la «Xeste 3», incorpora dos antílopes dibujados con líneas oscuras sobre un fondo de yeso blanco. Los movimientos de sus rostros son simples y expresivos. Es posible que formara parte de una composición más compleja con figuras humanas y de otros animales. Se conserva en el Museo Arqueológico Nacional de Atenas.

## Esculturas figurativas

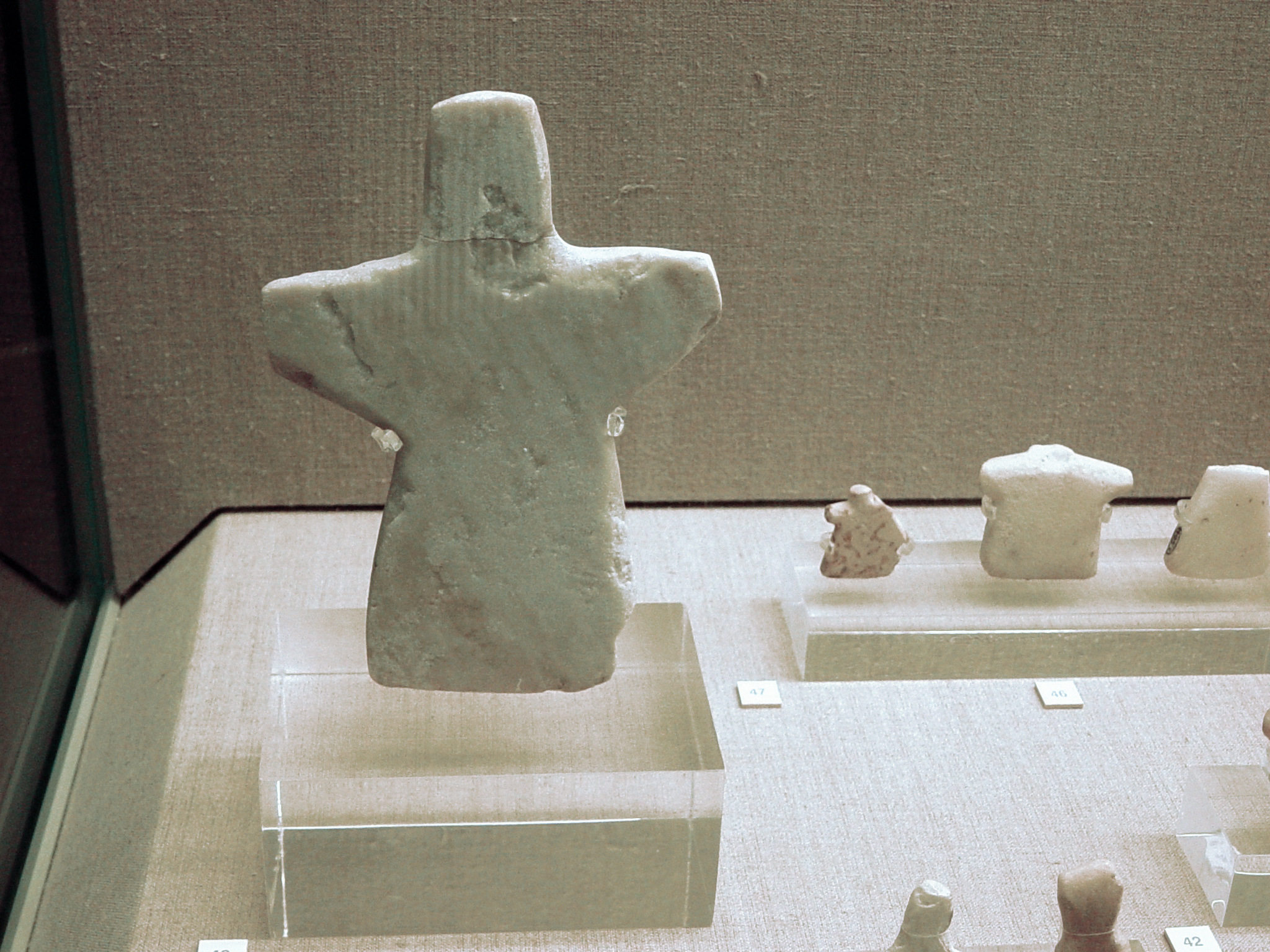
Escultura en mármol, Museo de la Cultura de las islas Cícladas, de Acrotiri.

En la evolución de la estatuaria cicládica existen dos grandes corrientes paralelas desde las esculturas neolíticas. Las líneas evolutivas corresponden, por un lado, a las siluetas esquemáticas del tipo de "caja de violín» y por el otro, a las «realistas»:
El tipo de «caja de violín» tiene su etapa de apogeo en el cicládico antiguo, es decir, prácticamente toda la primera mitad del III milenio a. C. El término «realista», dado al segundo grupo, debe entenderse en su sentido general, porque las esculturas cicládicas se caracterizan precisamente por la geometría de sus facciones y de los miembros del cuerpo, levemente marcados y sin ningún tipo de articulaciones. A medida que avanza el tiempo, las últimas estatuillas cuentan con algún detalle como ojos o bocas levemente insinuados. De anchos hombros y caderas estrechas, las figuras representan en su mayor parte mujeres desnudas con los brazos cruzados sobre el estómago.

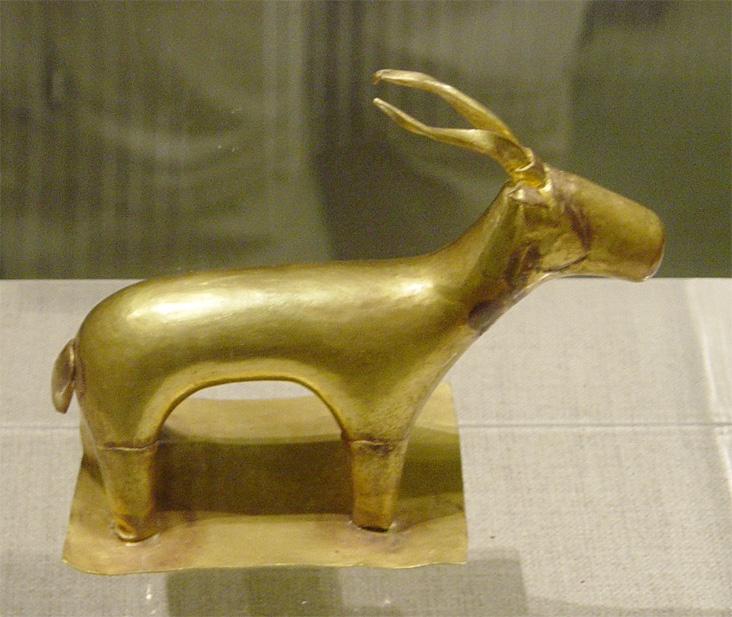
Esta es la única escultura de oro encontrada hasta el momento en la excavación, que se encontraba escondida debajo del suelo de una casa.

El suave modelado de los ídolos cicládicos se conseguía mediante el desgaste de la pieza de mármol con la piedra de esmeril. En la isla de Naxos, se explotaban minas de corindón, carbón cristalino de inmejorable calidad, que era la piedra esmeril con la que se repasaba y pulía cada figura.
En las excavaciones en un cenotafio de la plaza mayor de la ciudad, aparecieron diecisiete ídolos, más otros veinte en diferentes lugares de Acrotiri. Confirmando los estudios efectuados en la década de 1960, que proceden del estilo de ídolos de piedra encontrados en la costa erosionada por el mar.
Cinco de las piedras de estos ídolos, están totalmente elaboradas, son planas y tienen una forma que muestran aproximadamente un comienzo de los hombros de una persona y el cuello. A nueve de estas pequeñas esculturas de piedra encontradas, las formas se han profundizado más o menos y presentan una transformación. Doce personajes están asignados a los de tipo de «caja de violín», aunque muy abstractos y que presentan el cuerpo de mujer con una cintura estrecha y protuberancias en el cuello. Hay veintiséis ídolos que son abstractos figurativos y once más realistas. Las figuras se datan desde el periodo neolítico del siglo IV a. C., a los ídolos figurativos de la primera época de las islas Cícladas, cerca de 2500 a. C.

## Acrotiri en la actualidad

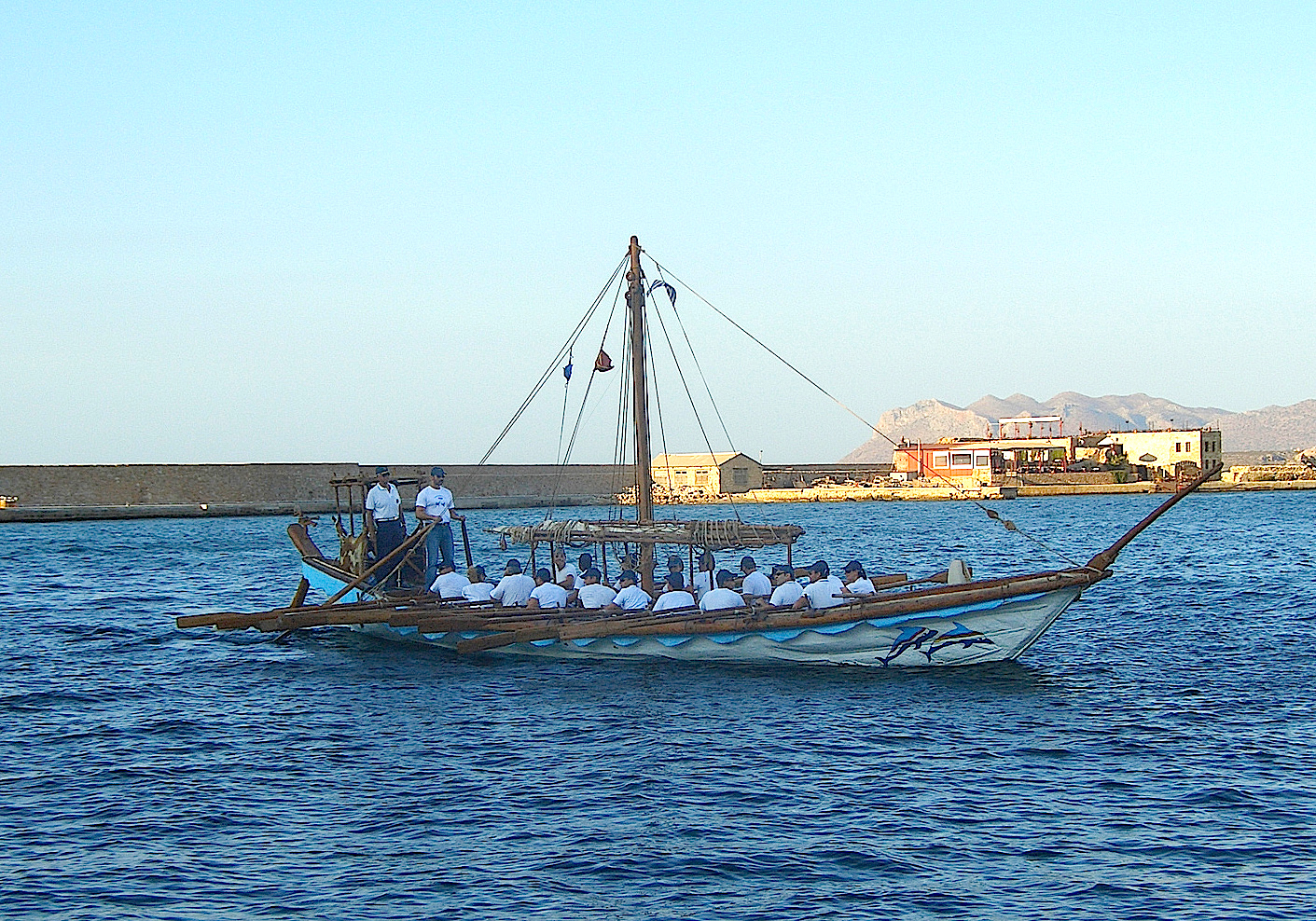
Reconstrucción de un barco minoico en condiciones de navegar. El Minoa en La Canea.

Para conservar mejor los vestigios del yacimiento y protegerlos de la intemperie y la radiación solar, se procedió a levantar una ambiciosa estructura que cubriese amplias partes del yacimiento. Desgraciadamente, en septiembre de 2005 dicha estructura de metal con vigas de acero se derrumbó, matando a un visitante, razón por la cual la excavación se cerró al público, reabriéndose el 11 de abril de 2012 tras la instalación de una nueva cubierta.
Los frescos fueron restaurados en el Museo Arqueológico Nacional de Atenas, lugar donde muchos de ellos se exhiben. El 2001, se abrió el nuevo Museo Prehistórico de Thera, la capital de Santorini, que alberga una colección de frescos de Acrotiri así como una exposición de su cerámica (vasos, copas y jarras diversas y figuras individuales).
Una exposición rica en detalles de réplicas de casi todos los frescos encontrados previamente se observa en el Centro de Congreso de la Fundación Thera.
Gracias a las imágenes de los barcos de los frescos de Acrotiri, en particular las del fresco de los barcos de la Casa del Oeste, se pudo reconstruir por primera vez un barco minoico en condiciones de navegar. El Minoa (nombre del barco) fue construido entre 2001 y 2004 en Creta y fue presentado públicamente durante los Juegos Olímpicos de Atenas 2004 de Atenas. Actualmente, se exhibe en el Museo Marítimo del puerto de La Canea de Creta.